# كومبو
كومبو وساماي ونياس(بالإنجليزية: The Kumpo)‏هي ثلاث شخصيات تقليدية في أسطورة شعب ديولا في كازامانس (السنغال) وفي غامبيا. وعلى مدار عدة مرات في سياق العام، أي أثناء الأيام الثقافية، يتم تنظيم مهرجان شعبي في القرية.
ويدعو ساماي أهل القرية للمشاركة في الاحتفالية. ويرتدي كومبو سعف النخيل ويضع عصا على رأسه. وفي بداية الرقص، تقوم فتاة بتثبيت علم ملون على العصا.
ويرقص لساعات بالعصا والعلم على رأسه. ويتحدث لغة سرية خاصة
ويتواصل من خلال مترجم فوري مع الجمهور.

## الخلفية الاجتماعية
يشجع أهل القرية على العمل كقرويين جيدين.
ويحث كل شخص للمشاركة في الحياة المجتمعية،
ويأمل أن يستمتع الجميع بالاحتفالية. وتشكل الاحتفالية حافزًا للحياة الاجتماعية للمجتمع.
وتُعتبر عدم المشاركة في الاحتفالية سلوكًا معاديًا للمجتمع.
لا أحد لديه الحق في أن يكون وحيدًا.
يستمتع المجتمع بأسره بعزف الموسيقى الإيقاعية وبالرقص. وفقًا للتقليد، فإن كومبو ليس شخصًا ولكنه شبح.
وهناك علاقة قوية مع البستان المقدس (bois sacré).
لم يحدث أن تم السؤال عن الهوية الحقيقية لشخصية كومبو.
لا يجوز لمسه ويُعتبر النظر إلى سعف النخيل بمثابة تدنيس للمقدسات.
ولذلك فهو يدافع عن نفسه ضد الدخلاء باستخدام عصاه. وفي نهاية الاحتفالية، يودع الجميع
ويعود أدراجه إلى البستان المقدس.

## شخصيات أسطورية ذات صلة
- ساماي
- نياس

## وصلات خارجية
The dancing Kumpo على يوتيوب -Bagaya July 10, 2011